# ASOBOiSM
ASOBOiSM（あそぼいずむ、1994年12月4日 - ）は日本のシンガーソングライター・ラッパー。神奈川県横浜市戸塚区出身。夫はOmoinotakeボーカルの藤井怜央。

## 略歴
2015年、シンガーソングライター「たなま」名義でデビュー。2015年8月、初のワンマンライブを開催。10月にはミニアルバム『はじめの一歩』をリリースした。
ミニアルバムをリリースした頃から、女性シンガーソングライター・シーンで音楽そのものよりプロモーション活動が中心となっている日々に迷いや不安を感じるようになる。そんなときたまたま見たMOROHAのライブに衝撃を受け、本当に自分のやりたい道に進むことを決意。2016年8月をもって「たなま」としての活動を終了した。
2017年3月、ラッパー「ASOBOiSM」に改名して活動を再開。同年7月、初のEPとして4曲入りの『DWBH』をリリース。同作品に関する活動はCDのプレスや告知、タワーレコードに置いてもらう手配まですべて自分一人でこなした。
2018～2019年にかけてさまざまなミュージシャンと共同で制作活動に取り組み、人との繋がりが増えると同時にアーティストとしての幅も広がった。
2020年10月、それまでに書き溜めてきた曲を集めた1stアルバム『OOTD』をリリース。本作は後藤正文が主催する「APPLE VINEGAR -Music Award- 2021」にノミネートされた。
2023年8月、2ndアルバム『YOLO』をリリース。10～11月には同アルバムを引っ提げて初の東阪ツアー『ASOBOiSM 2nd Album "YOLO" One Man Tour』を開催した。
2024年3月、6年間制作活動を共にしたマネジメントから独立。

## 人物
- 両親が多言語教育に関わる仕事をしており、マルチリンガルになれるようにという教育方針で育った[2]。
- 小学5年生のときロシアに2週間ホームステイした[2]。
- 高校2年生のときアメリカ・テキサス州に1年間留学した[2]。
- 中学時代は吹奏楽部でドラムやパーカッションを、高校時代は軽音楽部でドラムを担当した[2]。
- 会社員として働きながら音楽活動している[15]。

## ディスコグラフィー

### EP
|        | 発売日       | タイトル | 備考                                        |
| ------ | ------------ | -------- | ------------------------------------------- |
| 1st EP | 2017年7月7日 | DWBH     | TOWER RECORDS渋谷店 未流通コーナー初登場1位 |

### 配信シングル
| 配信日         | タイトル                                                 | 作詞                        | 作曲                  | 編曲                     | 備考                                |
| -------------- | -------------------------------------------------------- | --------------------------- | --------------------- | ------------------------ | ----------------------------------- |
| 2018年6月6日   | DRAMA QUEEN                                              | ASOBOiSM                    | ASOBOiSM              | the Sknow                |                                     |
| 2018年8月15日  | ヤバナイスデイ                                           | ASOBOiSM                    | ASOBOiSM              | Akira Sunset             |                                     |
| 2018年9月12日  | スクランブルメンタル                                     | ASOBOiSM                    | ASOBOiSM              | EVISBEATS & MICHEL☆PUNCH |                                     |
| 2018年10月10日 | FAKE                                                     | ASOBOiSM                    | ASOBOiSM              | the Sknow                |                                     |
| 2018年11月30日 | クリスマスチキン                                         | ASOBOiSM                    | ASOBOiSM              | the Sknow                |                                     |
| 2019年3月6日   | COLOR                                                    | ASOBOiSM                    | ASOBOiSM, SHIMI       | SHIMI from BUZZER BEATS  | WEBドラマ『隣の席の佐藤さん』主題歌 |
| 2019年6月12日  | YOU                                                      | ASOBOiSM                    | ASOBOiSM              | TOMOKO IDA               |                                     |
| 2019年7月12日  | Uwagaki                                                  | ASOBOiSM                    | ASOBOiSM              | Shingo.S                 |                                     |
| 2019年8月22日  | UCHOTEN feat. TACK                                       | ASOBOiSM, TACK              | ASOBOiSM, TACK, SHIMI | SHIMI from BUZZER BEATS  |                                     |
| 2019年8月30日  | HAPPOUBIZIN feat. なみちえ                               | ASOBOiSM, なみちえ          | ASOBOiSM, なみちえ    | ASOBOiSM                 |                                     |
| 2020年1月17日  | TOTSUKA feat. サイプレス上野                             | ASOBOiSM, サイプレス上野    | ASOBOiSM              | ANTIC, Shingo.S          |                                     |
| 2020年4月24日  | Whateva♡ feat. issei                                     | ASOBOiSM, issei             | ASOBOiSM, issei       | MANABOON                 |                                     |
| 2020年7月17日  | ナイーブ                                                 | ASOBOiSM                    | ASOBOiSM              | 村山晋一郎               |                                     |
| 2021年3月3日   | Categorizing feat. なみちえ                              | ASOBOiSM, なみちえ          | ASOBOiSM, なみちえ    | T.O.M                    |                                     |
| 2021年7月30日  | いいやつ                                                 | ASOBOiSM                    | ASOBOiSM              | 村山晋一郎               |                                     |
| 2021年11月19日 | ないもんねだり                                           | ASOBOiSM                    | ASOBOiSM              | T.O.M                    |                                     |
| 2022年1月12日  | 明日はくる                                               | ASOBOiSM                    | ASOBOiSM              | 関口シンゴ               |                                     |
| 2022年9月23日  | 自分の機嫌は自分でとる                                   | ASOBOiSM                    | ASOBOiSM              | 理貴                     |                                     |
| 2023年5月10日  | 自分の機嫌は自分でとる（Remix) feat. あっこゴリラ ＆ CLR | ASOBOiSM, あっこゴリラ、CLR | ASOBOiSM              | 理貴                     | CLRはお笑いコンビ“ラランド”のサーヤ |

### アルバム
| リリース       | タイトル | 形態 | 備考                                            |
| -------------- | -------- | ---- | ----------------------------------------------- |
| 2020年10月16日 | OOTD     | 配信 | APPLE VINEGAR -Music Award- 2021 ノミネート作品 |
| 2023年8月30日  | YOLO     | 配信 |                                                 |
| 2023年11月1日  | YOLO     | CD   | タワーレコード、Amazonにて販売。                |

### 参加作品
| 配信／発売日   | 楽曲タイトル                                    | アーティスト       | 収録作品                            |
| -------------- | ----------------------------------------------- | ------------------ | ----------------------------------- |
| 2018年1月17日  | ♦Queen♦ feat. ASOBOiSM                          | ユナク from 超新星 |                                     |
| 2018年10月17日 | Era feat. ASOBOiSM                              | Frasco             |                                     |
| 2019年8月23日  | Remember Summer feat. ASOBOiSM                  | シシノオドシ       |                                     |
| 2019年12月11日 | Winter Hitori feat. ASOBOiSM                    | Shinn Yamada       |                                     |
| 2020年2月26日  | No Drama feat. ASOBOiSM                         | UEBO               |                                     |
| 2020年5月20日  | Zoom                                            | Zoomgals           |                                     |
| 2020年7月22日  | City feat. ASOBOiSM                             | DJ YEN & 15MUS     | EP『Tokyo Vocalists』               |
| 2020年7月29日  | Little Happy feat. ASOBOiSM                     | DJ HASEBE          | アルバム『WONDERFUL TOMORROW』      |
| 2020年10月7日  | 生きてるだけで状態異常                          | Zoomgals           |                                     |
| 2020年12月2日  | Gals                                            | Zoomgals           |                                     |
| 2021年1月20日  | CHOICE feat. ASOBOiSM                           | SPENSR             |                                     |
| 2021年1月22日  | I need you here. feat. ASOBOiSM                 | Nagie Lane         | 配信シングル／アルバム『Interview』 |
| 2021年5月12日  | SHAKE feat. ASOBOiSM                            | Seiho              | アルバム『CAMP』                    |
| 2021年6月25日  | 夜が明ける頃に feat. ASOBOiSM                   | シシノオドシ       |                                     |
| 2021年7月21日  | Lazy feat. ASOBOiSM, Kouichi Arakawa            | 清水翔太           | アルバム『HOPE』                    |
| 2021年9月15日  | New Days feat. ASOBOiSM                         | TRI4TH             | アルバム『GIFT』                    |
| 2021年12月1日  | Connected feat. ASOBOiSM                        | MÖSHI              |                                     |
| 2022年2月23日  | ねこじゃらそーかけるまほうひみこ feat. ASOBOiSM | 近藤利樹           | 配信ミニアルバム『UkuleleStrategy』 |
| 2022年4月23日  | かつて天才だった俺たちへ feat. ASOBOiSM         | AFTER HOURS        |                                     |
| 2022年6月27日  | Rainy Days feat. ASOBOiSM                       | Wasabi             |                                     |
| 2023年4月15日  | Top speed feat. ASOBOiSM                        | Kanegi Kenta       |                                     |
| 2024年11月27日 | Impossible Love (feat. ASOBOiSM)                | 葛谷葉子           | アルバム『DRAMATIC』                |

### 提供楽曲
- 神宿「SISTERS」（作詞・作曲／2020年6月10日）[27]
- 三阪咲「Get Stronger」（作詞／2021年11月）[28]
- ZILLION「NO 盛れ NO LIFE」（作詞／2022年6月）[29]
- ばってん少女隊「御祭sawagi」（作詞・共作曲／2022年10月19日）[30]
- ExWHYZ「虜」（作詞／2023年10月18日）[31]
- JUVENILE「SHINE feat. 鞘師里保」（作詞／2023年11月29日）[32]
- ばってん少女隊「My神楽」（作詞／2024年11月13日）[33]
- 碧棺合歓「Do the right thing」（作詞・共作曲／2024年12月11日）[34]
- 春猿火「SWIPE!」（作詞／2025年1月8日）[35]

### その他
- hoyu JELLY×Beauteen『アンティークカラー』CMソング（作詞・歌唱／2017年10月）
- WEBドラマ『隣の席の佐藤さん』主題歌（2019年8月）
- TVアニメ『僕のヒーローアカデミア』×「モンスト」コラボ第二弾CM（ラップ提供・歌唱／2020年9月）
- 資生堂エリクシール WEB CM（歌唱／2020年10月）
- Apple『Macの向こうから』キャンペーンに出演（2021年2月）[36]
- 半熟卵っち「Doja Cat "Kiss Me More feat.SZA -関係ない女子男子remix-"」（プロデュース・日本語歌詞提供／2021年8月）[37]
- CHICO CARLITO「23時30分」（コーラスで参加／2022年2月）